# Gliński III
Gliński III (Gliński II Kniaź) – polski herb książęcy, odmiana herbu Gliński I. Herb własny rodziny Glińskich.

## Opis herbu

### Opis historyczny
Juliusz Ostrowski blazonuje podstawową wersję tego herbu (Gliński I) następująco:

W polu czerwonem przez górną belkę znaku przypominającego ruską literę П krzyż na dół ramionami zwieszony, z końcem górnym w kotwicę rozdartym.

### Opis współczesny
Opis skonstruowany współcześnie został oparty na podstawie Encyklopedii Powszechnej:
Na tarczy o polu czerwonym słowiańska głoska T (ᙏ) o grubych laskach białych; środkowa u dołu przekrzyżowana, u góry zaś na dwoje rozdarta.
Całość otacza płaszcz heraldyczny, podbity gronostajem.
Płaszcz zwieńcza mitra książęca.

## Geneza

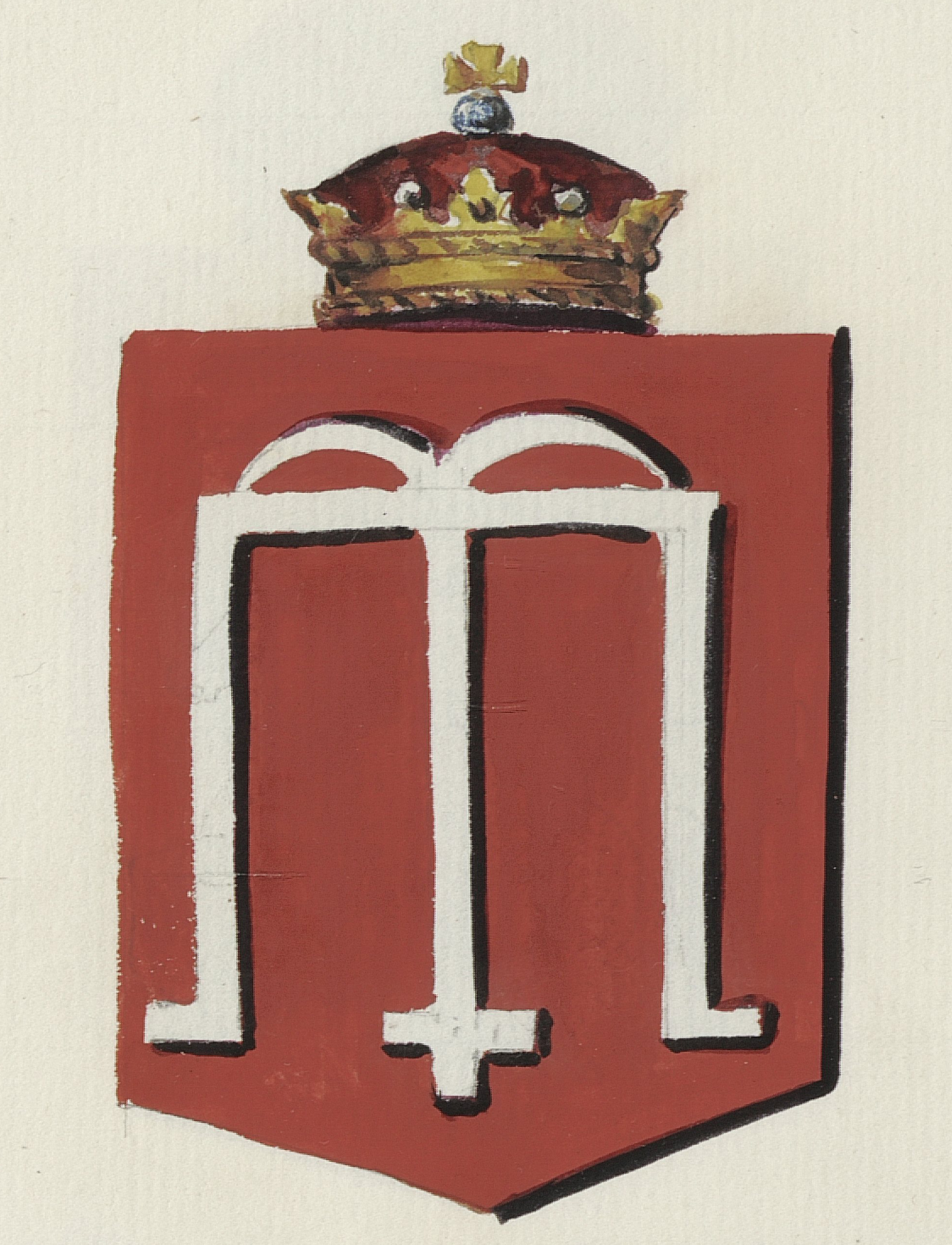
Wizerunek herbu Gliński III z Herbów Rzeczypospolitej Polskiej i Wielkiego Księstwa Litewskiego autorstwa Bolesława Starzyńskiego (1875–1900).

Herb należy do Glińskich, mającej wywodzić się rzekomo od Leksy (Leksady), wnuka chana Mamaja, który za panowania Witolda na Litwie, przybył z hordy. Glińscy na Litwie mieli zaprzestać używania tytułu książęcego w XVI/XVII wieku.
Herb pochodzi od pierwotnej wersji o nazwie Gliński I, który powstał z wizerunków pieczęci jakimi posługiwali się Glińscy. Głoska słowiańska T (m), będąca głównym godłem w tym herbie, jest początkową w wyrazie Taina (tajemnica) i razem z głoskami M (metka) i P (peczat') służyła od najdawniejszych czasów jako znak pieczętny, panujących lub przemożnych rodzin ruskich. Nazwa Hlińsk jaka została nadana temu herbowi jest dowolna, podobnie jak w przypadku nazw herbów Brama (Oginiec) czy Mogiła (Massalski III). 

## Herbowni
Informacje na temat herbownych w artykule sporządzone zostały na podstawie wiarygodnych źródeł, zwłaszcza klasycznych i współczesnych herbarzy. Należy jednak zwrócić uwagę na częste zjawisko przypisywania rodom szlacheckim niewłaściwych herbów, szczególnie nasilone w czasie legitymacji szlachectwa przed zaborczymi heroldiami, co zostało następnie utrwalone w wydawanych kolejno herbarzach. Identyczność nazwiska nie musi oznaczać przynależności do danego rodu herbowego. Przynależność taką mogą bezspornie ustalić wyłącznie badania genealogiczne.
Pełne listy herbownych nie są dziś możliwe do odtworzenia, także ze względu na zniszczenie i zaginięcie wielu akt i dokumentów w czasie II wojny światowej (m.in. w czasie powstania warszawskiego w 1944 spłonęło ponad 90% zasobu Archiwum Głównego w Warszawie, gdzie przechowywana była większość dokumentów staropolskich). Nazwisko znajdujące się w artykule pochodzi z Herbarza polskiego, Tadeusza Gajla. Występowanie danego nazwiska w artykule nie musi oznaczać, że konkretna rodzina pieczętowała się herbem Gliński III. Często te same nazwiska są własnością wielu rodzin reprezentujących wszystkie stany dawnej Rzeczypospolitej, tj. chłopów, mieszczan, szlachtę. Herb Gliński III jest herbem własnym, wiec do jego używania uprawniona jest zaledwie jedna rodzina: Glińscy.